# Julian Zachariewicz-Lwigród
Julian Oktawian Zachariewicz-Lwigród (17. července 1837 Lvov – 27. prosince 1898 Lvov) byl rakouský architekt, vysokoškolský pedagog a politik polské národnosti z Haliče, v 2. polovině 19. století poslanec Říšské rady.

## Biografie

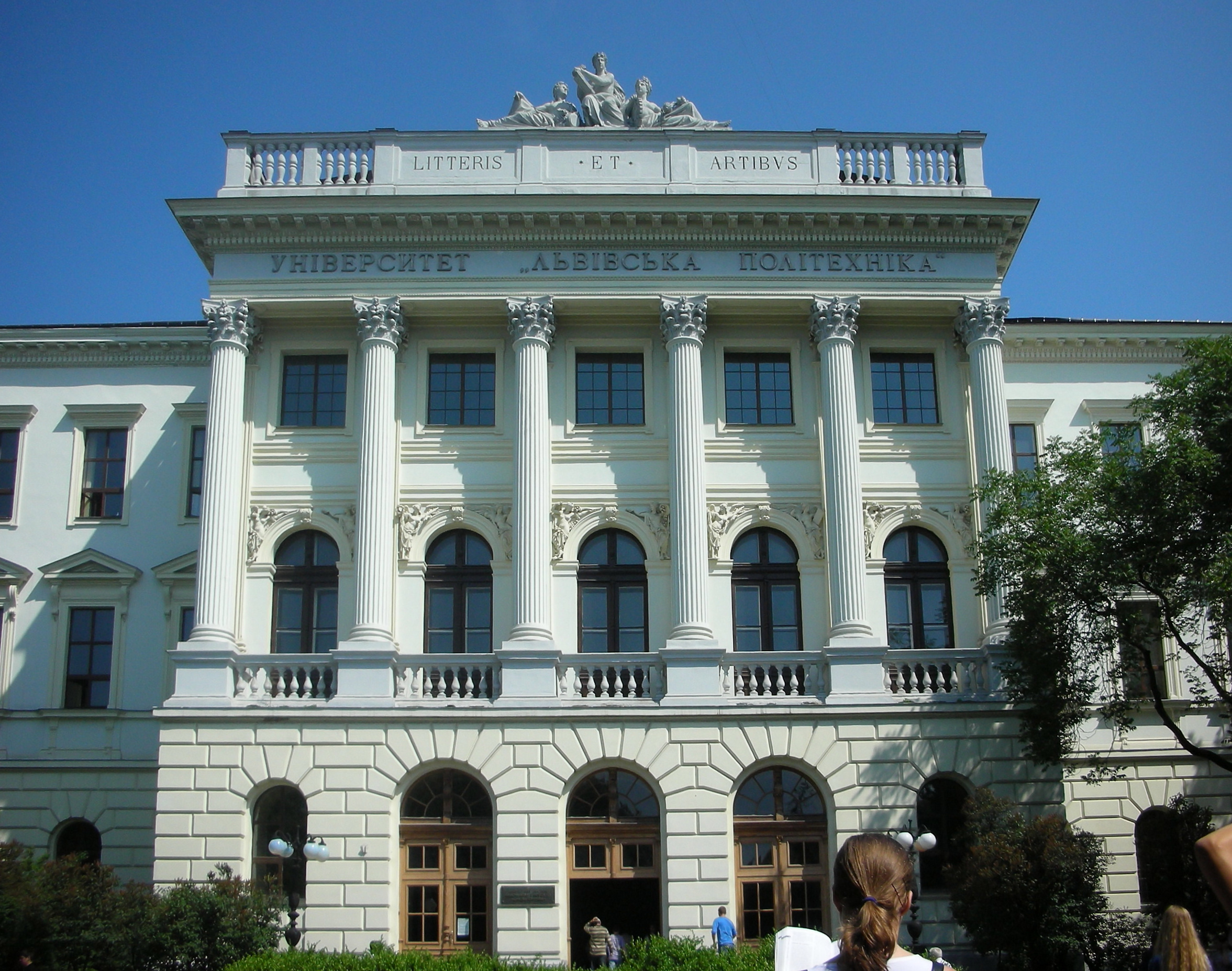
Budova Lvovské polytechniky.

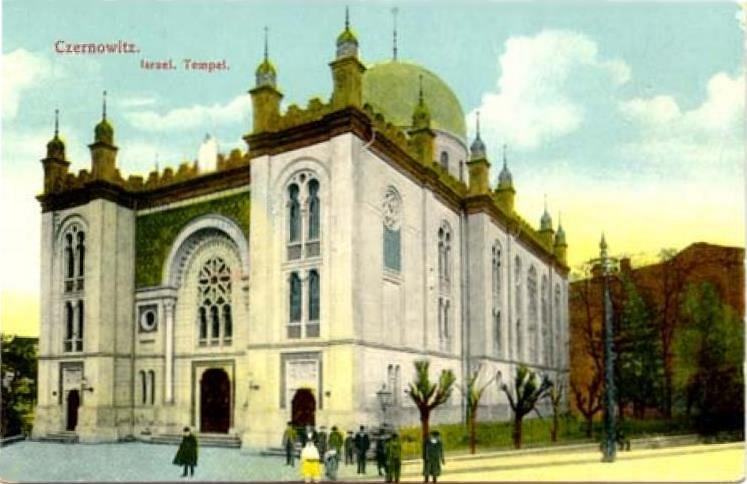
Budova synagogy v Černovicích.

Narodil se ve Lvově, kde vychodil obecnou i střední školu. Ve Lvově rovněž vystudoval technickou akademii. Následně studoval na vídeňské polytechnice. Do roku 1870 pracoval jako diplomovaný inženýr na různých postech u rakouských železnic. Roku 1871 nastoupil na nově vzniklou katedru stavitelství na technické akademii ve Lvově (od roku 1877 polytechnika Lvov), kde byl později jmenován řádným profesorem. Od roku 1872 působil na nově utvořené fakultě stavitelství, na které zastával i funkci děkana. V roce 1877/1878 a 1881/1882 byl rektorem této vysoké školy. Podílel se na rozmachu tohoto vysokého učení. Navrhl i budovu školy v honosném historizujícím slohu. Jeho nejvýznamnější realizací je návrh budovy haličské spořitelny v centru Lvova, postavené v letech 1888–1891. Podílel se i na sakrálních stavbách (Zarzecze, Bučniv, Stryj) a ve Lvově navrhl několik soukromých vil a domů.
Byl veřejně a politicky aktivní. Inicioval vznik lvovského průmyslového muzea. Byl členem řady spolků. Zasedal také jako poslanec Říšské rady (celostátního parlamentu Předlitavska), kam usedl v doplňovacích volbách roku 1883, za kurii měst v Haliči, obvod Lvov. Slib složil 13. dubna 1883. Rezignaci oznámil na schůzi 3. dubna 1884. Ve volebním období 1879–1885 se uvádí jako rytíř Julian Zacharjewicz von Lwigród, profesor c. k. technické školy, bytem Lvov. Patřil mezi polské národní poslance. Reprezentoval parlamentní Polský klub. V rámci polské politické scény byl kandidátem konzervativního proudu.
Zemřel náhle v prosinci 1898 a byl pohřben na Lyčakovském hřbitově ve Lvově.
Jako architekt proslul i jeho syn Alfred Zachariewicz (1871–1937).